# ابن نفاده
احمد بن عبدالرحمن سُلَمی دمشقی لقب‌گرفته به شمس‌الدین و امیر، شهرت‌یافته به ابن نَفاده (۱۱۴۶ - ۱۲۰۴) نظامی، ادیب و شاعر شامی بود. 